# Norbert Leo Butz

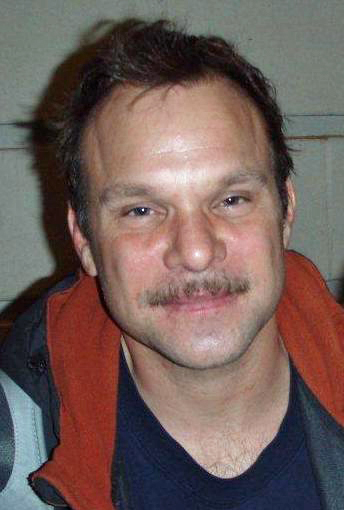
Norbert Leo Butz (2011)

Norbert Leo Butz (* 30. Januar 1967 in St. Louis, Missouri) ist ein US-amerikanischer Schauspieler und Musicaldarsteller. Er ist zweimaliger Gewinner des Tony Award als Bester Hauptdarsteller in einem Musical. Er ist einer von nur neun Akteuren überhaupt, die diese Auszeichnung doppelt erhalten haben.

## Leben
Norbert Leo Butz ist der Sohn von Elaine und Norbert Butz.
Er ist der Siebte von 11 Kindern in seiner Familie und wurde nach seinem Vater, Norbert benannt. Er studierte an der Webster University und machte seinen Master am Alabama Shakespeare Theatre.
Er ist Vater zweier Töchter: Clara und Maggie Lou.
Im Juli 2009 wurde seine Schwester Teresa Butz zu Hause überfallen und tödlich verletzt.

## Karriere
Für seine Broadway-Auftritte in Dirty Rotten Scoundrels wurde Norbert Leo Butz mit einem Tony, einem Drama Desk Award, dem Preis des Outer Critics Circle, dem Astaire Award und dem Drama League Award ausgezeichnet.
Zu seinen weiteren Broadway-Stücken gehören die Inszenierung von Wicked, in der er die Rolle des Fiyero begründete, Thou Shalt Not – die ihm Nominierungen zum Tony, Drama Desk Award und zum Preis des Outer Critics Circle einbrachte – und Rent, bei der er zur Originalbesetzung gehörte und im Broadway-Debüt auf der Bühne stand.
Off-Broadway war er u. a. in Buicks (Drama Desk-Nominierung) zu sehen, außerdem in The Last Five Years (Nominierungen zum Drama Desk und Lucille Lortel Award, ausgezeichnet mit dem Drama League Award), in Juno and the Paycock am Roundabout Theatre und in Saved am Theatre for a New Audience. Seine Darstellung des Conferenciers in der ersten amerikanischen Tournee von Cabaret brachte ihm den Helen Hayes, den Jefferson, den Dora und den Ovation Award ein. Vier Saisons lang wirkte er am Alabama Shakespeare Festival mit und spielte etliche Rollen am Repertory Theatre in St. Louis.
Zu seinen Filmen gehören u. a. Noon Blue Apples (2002, nominiert auf dem Sundance Film Festival) und Went to Coney Island (1998); im Fernsehen war er z. B. in der TV-Miniserie Comanche Moon und Law & Order zu sehen.
Von 2015 bis 2017 hatte er eine der Hauptrollen der Netflix-Serie Bloodline inne.

## Filmografie (Auswahl)
- 1998: Went to Coney Island
- 2002: Noon Blue Apples
- 2007: Dan – Mitten im Leben! (Dan in Real Life)
- 2010: Fair Game – Nichts ist gefährlicher als die Wahrheit (Fair Game)
- 2013: The English Teacher
- 2014: Hauptsache, die Chemie stimmt (Better Living Through Chemistry)
- 2015–2017:  Bloodline (Fernsehserie, 33 Folgen)
- 2016–2017: Mercy Street (Fernsehserie, 12 Folgen)
- 2019: Good Posture
- 2021: Flag Day
- 2023: Justified: City Primeval (Miniserie, 8 Folgen)
- 2023: Der Exorzist – Bekenntnis (The Exorcist: Believer)
- 2024: Like A Complete Unknown (A Complete Unknown)